# Zoltán Hugó és Társa
Az első világháború előtt, 1908-ban tűnt fel Zoltán Hugó, aki már akkor felismerte, hogy korszerű üzemi termelés nem képzelhető el megfelelő üzemgazdasági, hőtechnikai műszerek nélkül. Mérnöki irodát nyitott nyugat-európai cégek képviseletére. Zoltán hamarosan rájött, kifizetődőbb az alkatrészek importja, és hazai összeszerelése. Néhány munkását az első világháború után Németországba küldte a szerelő szakma elsajátítására. Hazatérésük után alakította meg a Zoltán Hugó és Társa céget.

## A Sirály rádiólaboratórium
A nagy gazdasági világválság alatt 1932-ben alapította meg Barabás László (eredetileg Blau László) a Sirály rádiólaboratóriumot, melynek nevét hamarosan Mikron Precíziós Mechanikai Üzem névre változtatta. A cég eleinte egy-két majd 8-10 fővel dolgozott a Budapest V. kerület Vilmos császár út 6. szám alatt. A cég egyenáramú hálózati rádiókat gyártott, míg az Orion nem kezdett el ezek előállításával foglalkozni. Barabás figyelmét felkeltették az elektrogyógyászati készülékek is, melyeket a hazai cégek szintén nem gyártottak. Az 1930-as években elszaporodó kozmetikai szalonok részére epilációs diatermia (szőrtelenítő) készülékeket, kvarclámpákat gyártatott.

## A cégek összeköltözése
A Zoltán cég vezetését, annak halála után Szendrő György vette át. A két cég közötti első kapcsolatok 1935-ben kezdődtek. A Mikron alkatrészeket gyártott a Szendrő-féle műszerek előállításához. A Zoltán cég 1940 májusában költözött át a Mikron Budapest XIII. kerület Visegrádi köz 5. szám alatti telephelyére. Itt a nagyobb helyen kényelmesen el lehetett helyezni a gépeket.
Barabást 1942-ben munkaszolgálatra hívták be. Megjárta a Don-kanyart, a mauthauseni lágert, ahonnan sikerült élve visszatérnie.
A két cég 1945-ben beolvadt a Marx és Mérei Tudományos Műszerek Gyárába, mely annak államosításakor 1949-ben beolvadt a Mechanikai Mérőműszerek Gyárába